# Céu de Diamantes
Céu de Diamantes é o quarto álbum de estúdio da cantora e compositora brasileira Luka. O disco é produzido por Ian Duarte e conta com participações especiais de Liah Soares e Latino.  A distribuição deste álbum foi apenas virtual, realizada por Videobes Multimídia em 2015. Em 2016 o CD foi lançado fisicamente.

## Faixas
| N.º            | Título                                      | Compositor(es) | Duração  |  |
| 1.             | "Céu de Diamantes"                          |                | 3:27     |  |
| 2.             | "Livro Aberto"                              |                | 3:17     |  |
| 3.             | "Marmelade"                                 |                | 3:18     |  |
| 4.             | "Vou Te Pegar"                              |                | 3:10     |  |
| 5.             | "Fala Com a Minha Mão"                      |                | 2:45     |  |
| 6.             | "Viajantes do Tempo"                        |                | 3:52     |  |
| 7.             | "Caixa Postal"                              |                | 2:49     |  |
| 8.             | "A Vida é Andar, Andar" (Part. Liah Soares) |                | 2:31     |  |
| 9.             | "U.T.I." (Part. Latino)                     |                | 3:32     |  |
| 10.            | "Você Me Olha"                              |                | 3:15     |  |
| 11.            | "Vitaminada" (Part. Luisa Acauan)           |                | 3:04     |  |
| 12.            | "À Toa"                                     |                | 3:39     |  |
| 13.            | "Céu de Diamantes" (Acústico)               |                | 3:45     |  |
| Duração total: | Duração total:                              | Duração total: | 00:42:24 |  |